# Mary Nalule
Mary Nalule (sinh ngày 16 tháng 7 năm 1997) là một người chơi cricket người Uganda. Vào tháng 7 năm 2018, cô đã có tên trong đội hình của Uganda cho giải đấu Vòng loại thế giới Twenty20 ICC 2018. Cô ấy đã thực hiện chương trình Twenty20 International (WT20I) của cô ấy cho trận gặp Uganda ở Thái Lan trong Vòng loại thế giới Twenty20 vào ngày 8 tháng 7 năm 2018.